# Pohoří (Olešnice)
Pohoří (též Pohoř, německy Podhorsch) je malá vesnice, část obce Olešnice v okrese Semily. Nachází se asi jeden kilometry severovýchodně od Olešnice.
Pohoří leží v katastrálním území Olešnice u Turnova o výměře 5,28 km².

## Historie
První písemná zmínka o vesnici pochází z roku 1543, přičemž v tu dobu zde hospodařili čtyři sedláci. Nejvíce obyvatel měla ves okolo roku 1900 a to 179 (včetně Podpohoře). Největší úbytek obyvatel nastal po druhé světové válce v souvislosti s vystěhováním asi čtyřiceti lidí do vysídleného československého pohraničí.
Okresní silnice z Olešnice byla postupně stavěna až v letech 1939 až 1949, v roce 1965 byla vyasfaltovaná. Dříve byl přístup pouze vozovou cestou z Kacanov od hotelu Králíček (vybudována 1887–1890) a ze Všeně (1896–1905).

## Obyvatelstvo
| Rok            | 1869 | 1880 | 1890 | 1900 | 1910 | 1921 | 1930 | 1950 | 1961 | 1970 | 1980 | 1991 | 2001 | 2011 | 2021 |
| -------------- | ---- | ---- | ---- | ---- | ---- | ---- | ---- | ---- | ---- | ---- | ---- | ---- | ---- | ---- | ---- |
| Počet obyvatel | 167  | 167  | 167  | 176  | 170  | 150  | 141  | 105  | 96   | 4    | 61   | 57   | 38   | 35   | 52   |
| Počet domů     | 28   | 28   | 32   | 32   | 32   | 31   | 34   | 33   | 33   | 1    | 23   | 40   | 27   | 27   | 27   |

## Pamětihodnosti
- Kříž na kamenném podstavci z roku 1845 s nápisem „Já jsem cesta a život“ a s vytesanými postavami svatého Václava, svaté Anny a svatého Františka Sarafínského. Opraven byl roku 1905. V roce 1992 znovu vztyčen, neboť v době totality ležel povalený.
- Pomník padlým v první světové válce z roku 1922 z hořického pískovce od sochaře J. Jedličky z Vojic
- Roubená usedlost čp. 9
- Kamenná cisterna původního vodojemu z roku 1904
- Lípa na návsi vysazená roku 1933
- Bývalá sušárna ovoce s valenou klenbou
- Čtyřkmenný smrk u silničky Pohoří – Králíček
- Zřícenina hradu Chlum-Kozlov
- Přírodní památka Vústra
- Skalní Vyhlídka Karla Václava Raise
- Skalní Vyhlídka na Bezděz

## Fotogalerie

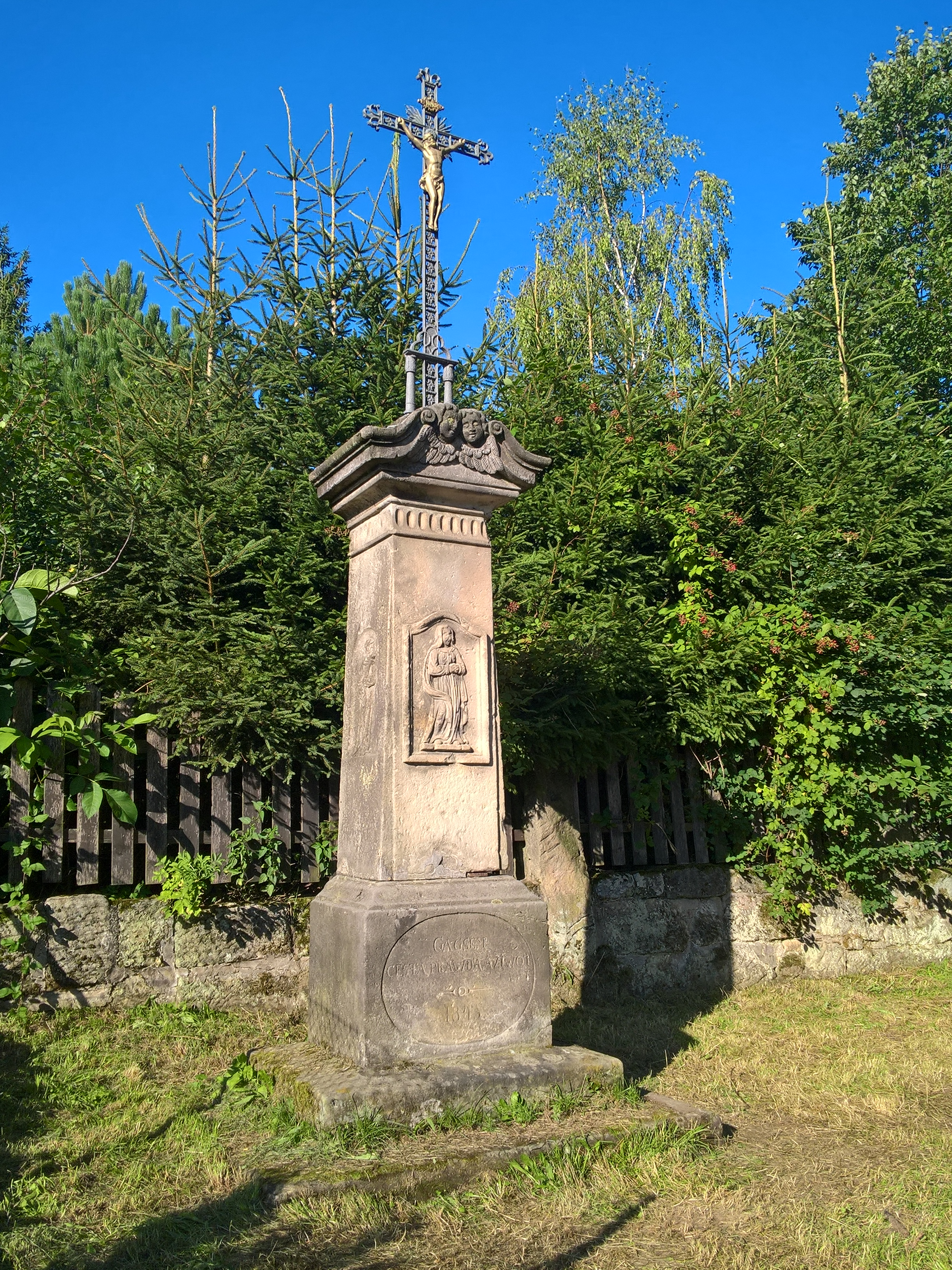
Kříž na návsi
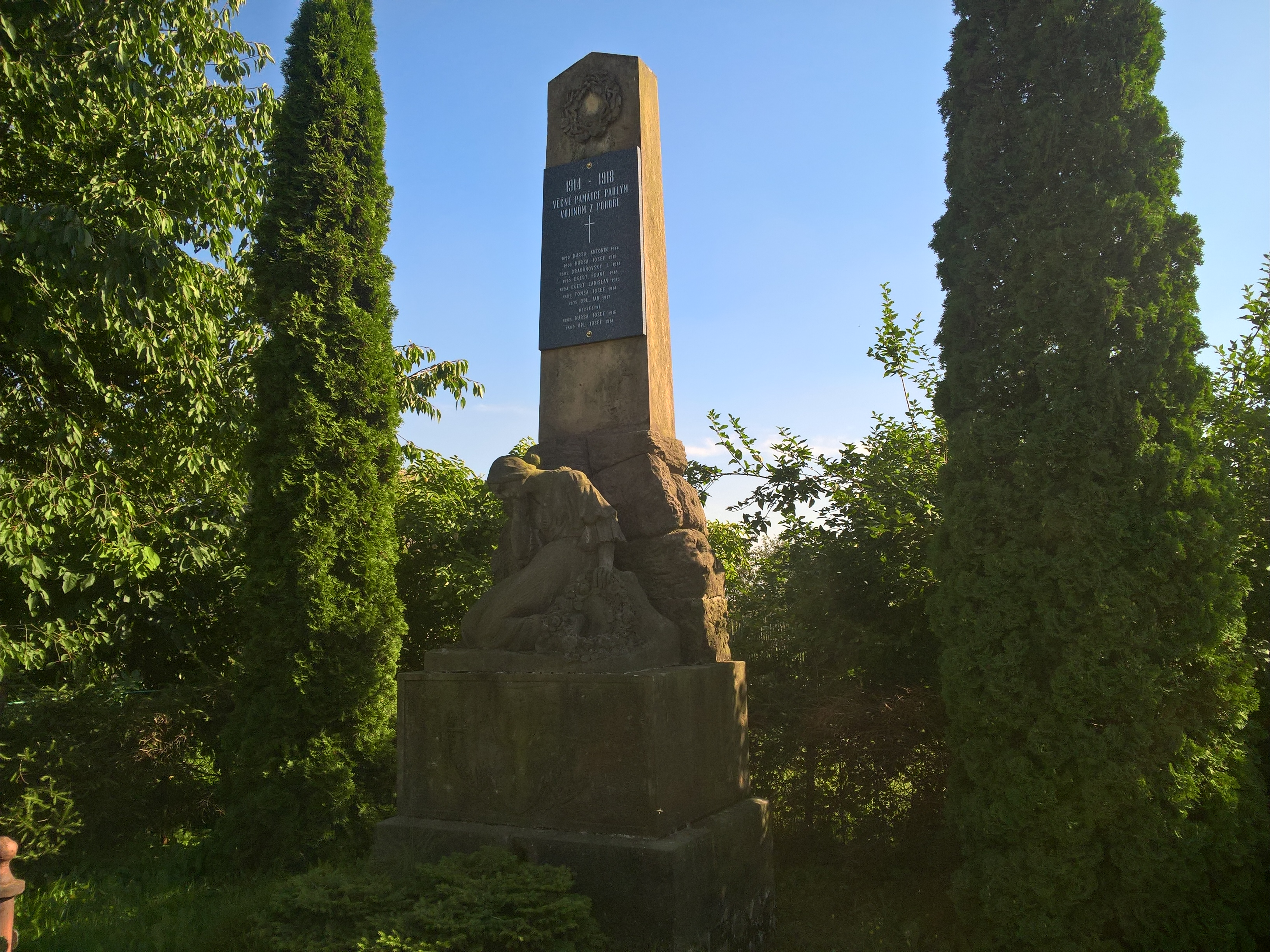
Pomník padlým
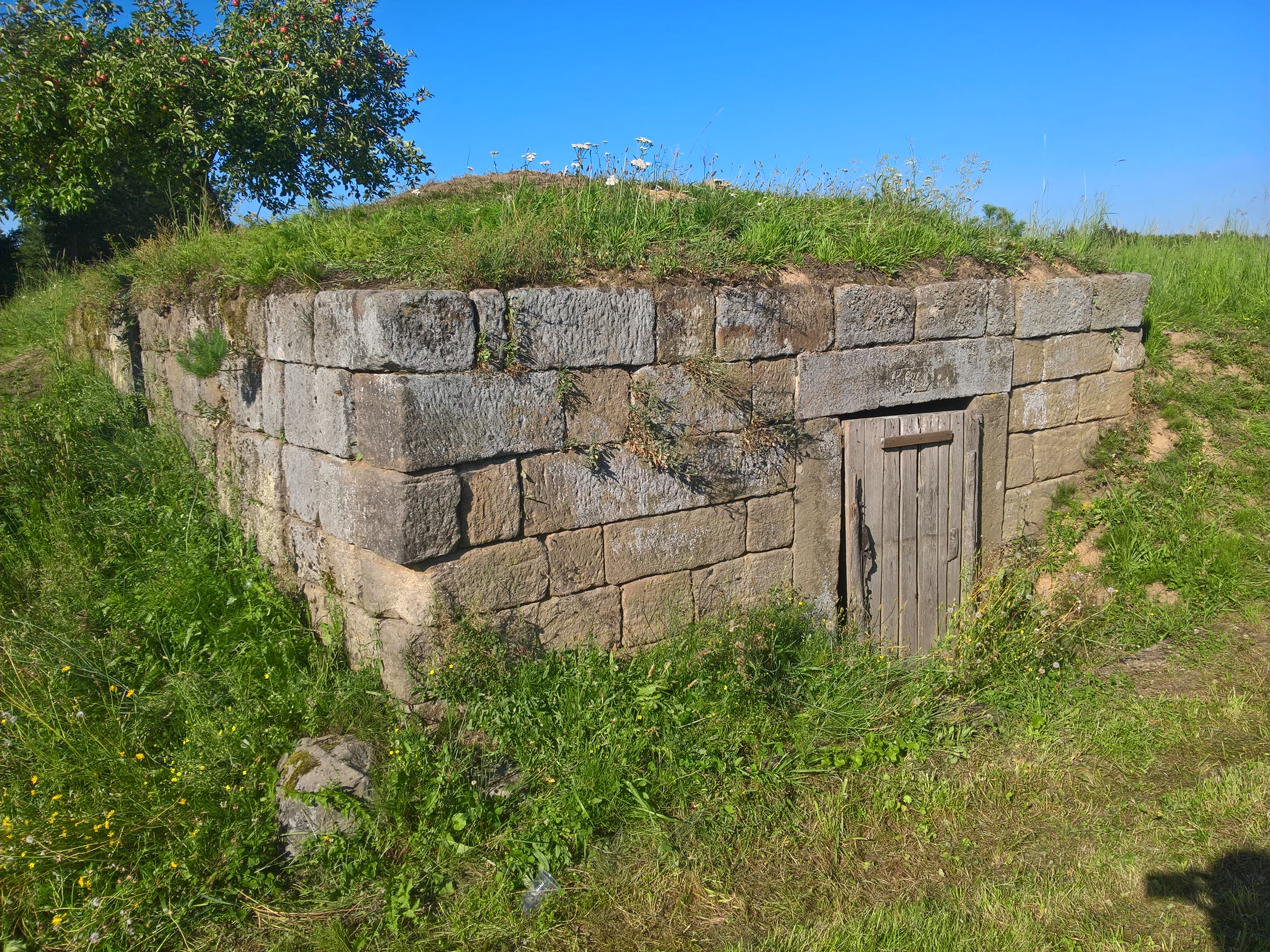
Sušárna ovoce
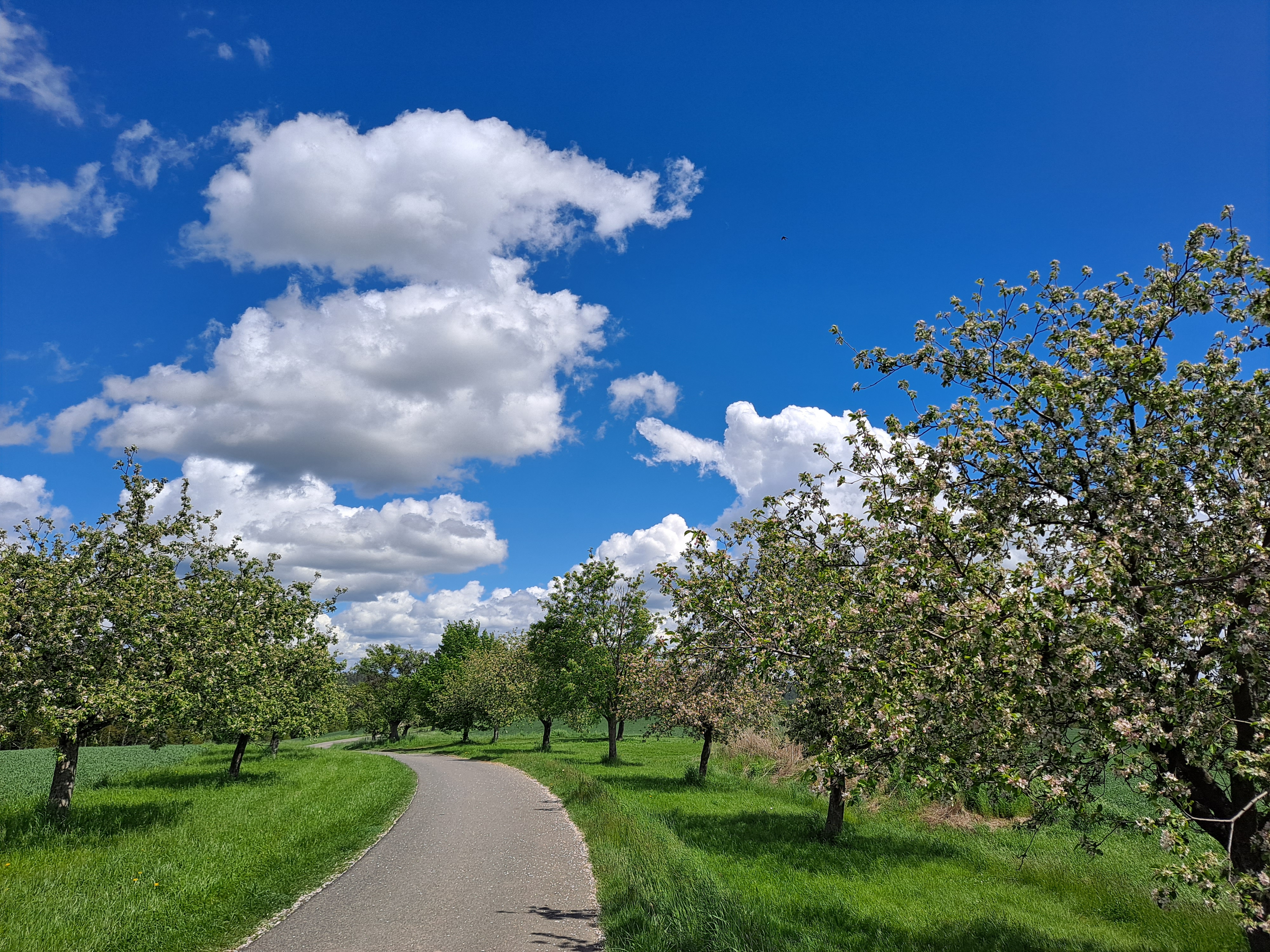
Cesta z Pohoře do Kacanov na jaře
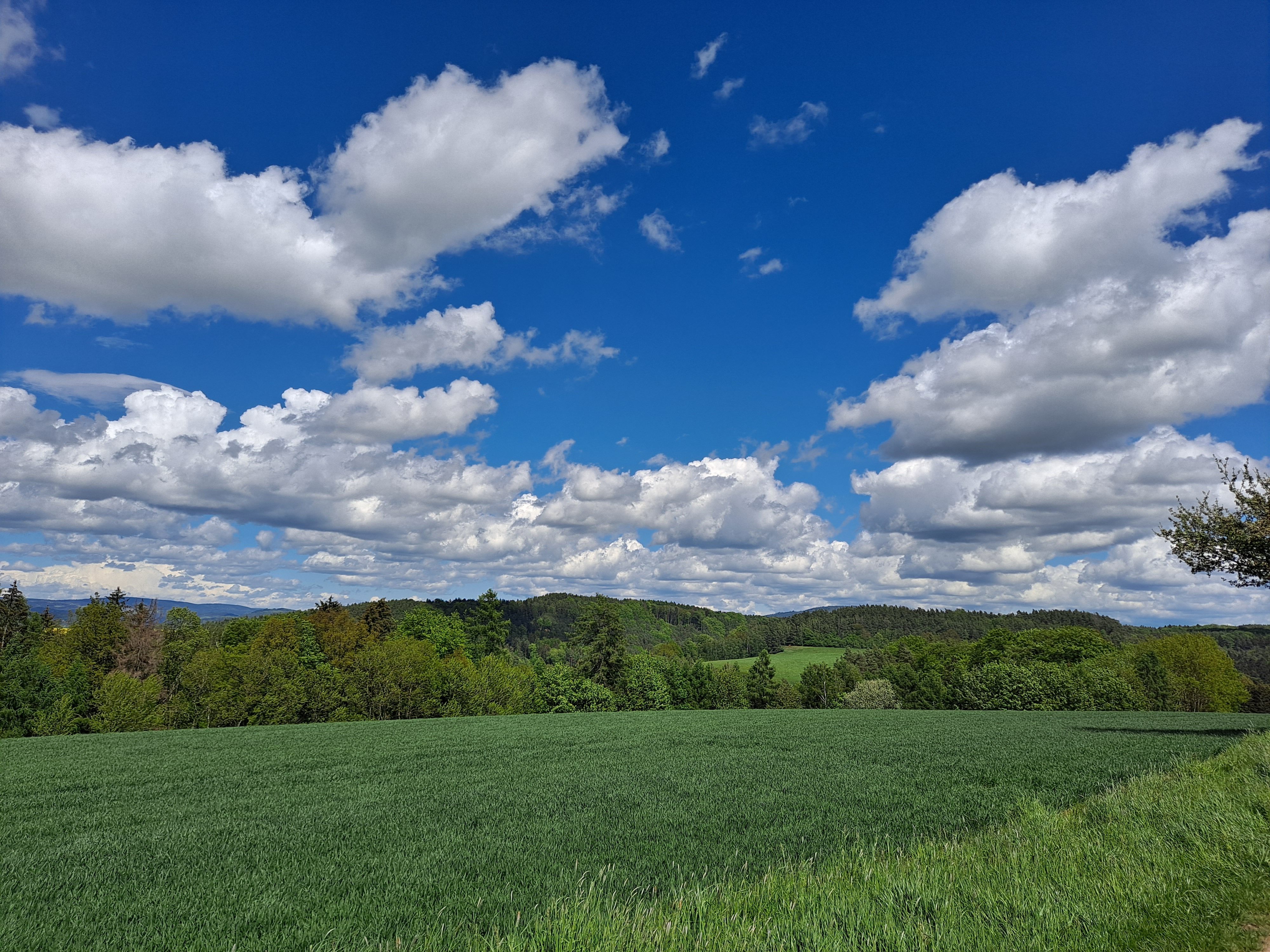
Jarní výhled na Kozákov
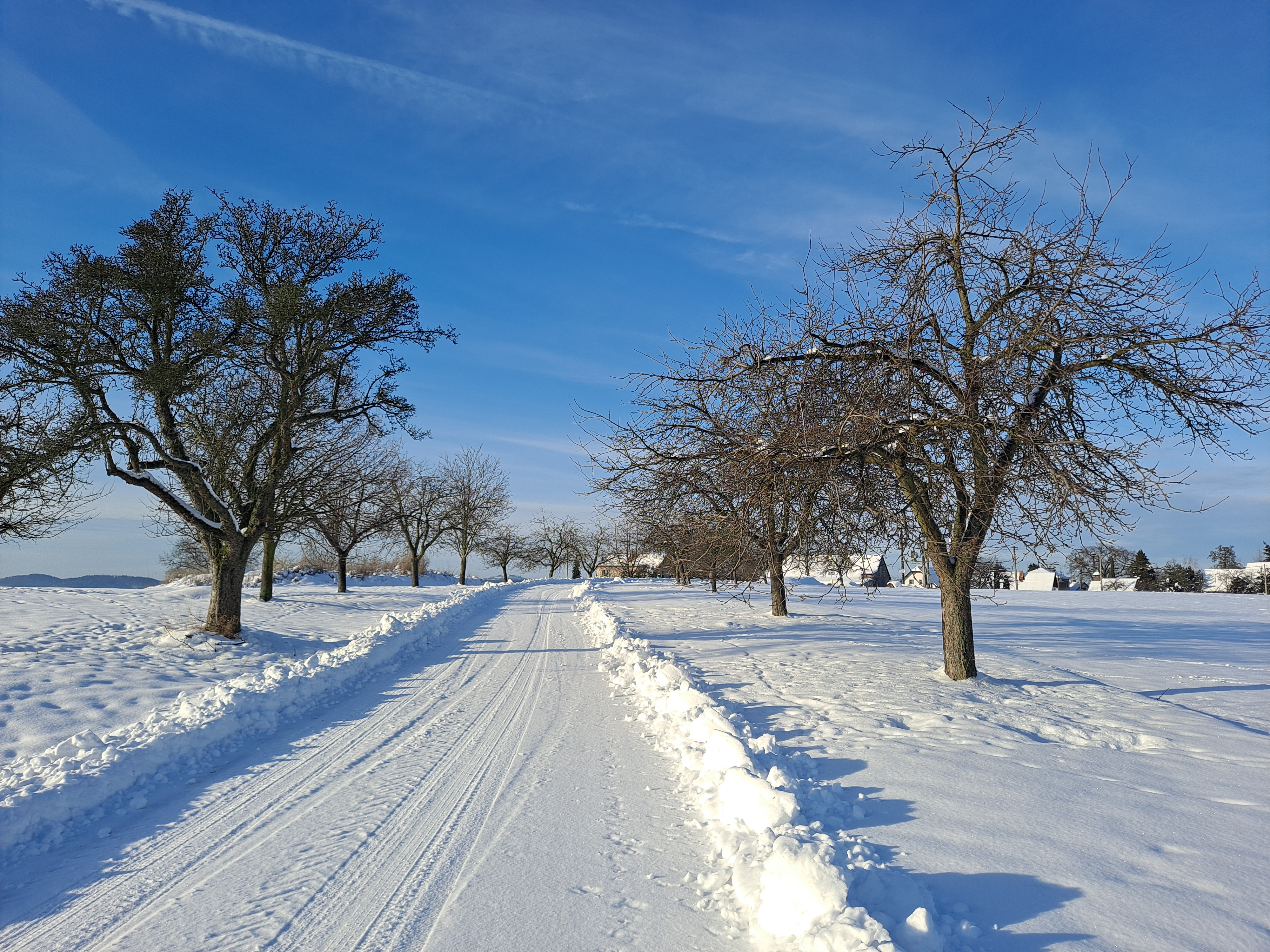
Zimní pohled na obec